# Tân Thạnh, thị xã Tân Châu
Tân Thạnh là một xã thuộc thị xã Tân Châu, tỉnh An Giang, Việt Nam.

## Địa lý
Xã Tân Thạnh có vị trí địa lý:
- Phía đông giáp xã Vĩnh Hòa
- Phía tây giáp huyện An Phú
- Phía nam giáp xã Tân An
- Phía bắc giáp các xã Phú Lộc và Vĩnh Hòa.

Xã có diện tích 12,31 km², dân số năm 2019 là 6.163 người, mật độ dân số đạt 501 người/km².

## Hành chính
Xã Tân Thạnh được chia thành 6 ấp: Giồng Trà Dên, Hòa Thạnh, Núi Nổi, Tân Đông, Tân Phú và Hòa Tân.

## Lịch sử
Xã Tân Thạnh được thành lập vào ngày 12 tháng 4 năm 2005 trên cơ sở 1.134 ha diện tích tự nhiên và 10.423 người của xã Tân An.
Từ ngày 24 tháng 8 năm 2009, xã Tân Thạnh trực thuộc thị xã Tân Châu.